# (33820) 2000 AB141
2000 AB141 (asteroide 33820) é um asteroide da cintura principal. Possui uma excentricidade de 0.15891800 e uma inclinação de 12.37825º.
Este asteroide foi descoberto no dia 5 de janeiro de 2000 por LINEAR em Socorro.